# Fujairah
Fujairah (Fudžajra, ar.: الفجيرة, al-fuǧayrah) jedan je od sedam emirata u sastavu Ujedinjenih Arapskih Emirata i jedini koji je smješten na obali Omanskog zaljeva na istoku zemlje. Emirat Fujairah proteže se na površini od 1.165 km2 (oko 1,5% ukupne površine UAE), i peti je po veličini emirat UAE-a. Ima oko 130.000 stanovnika. 
Fujairah je jedini emirat koji je gotovo u potpunosti planinski. Istoimeni grad Fujairah je glavni grad emirata. Vladar Fujairaha je šeik Hamad bin Mohammed Al Sharqi, koji je nasljedio oca 1974. godine.